# باربارا ارمبروست
باربارا ارمبروست (انگلیسی: Barbara Armbrust؛ زادهٔ august ۱۳, ۱۹۶۳ (۶۱ سال)) ورزشکار روئینگ اهل کانادا است.
وی در مسابقات کشوری و بین‌المللی در مجموع برندهٔ ۱ مدال نقره، ۱ مدال برنز شده‌است.